# Bazgalji
Bazgalji is een plaats in de gemeente Gračišće in de Kroatische provincie Istrië. De plaats telt 233 inwoners (2001).